# Damian Chapa
Damian Chapa est un acteur et réalisateur américain né le 29 octobre 1963 à Dayton (Ohio).

## Filmographie

### Comme acteur
- 1992 : Piège en haute mer (Under Siege) : Tackman
- 1993 : Les Princes de la ville (Bound by Honor) : Miklo
- 1994 : Saints and Sinners (en) : Pooch
- 1994 : Ligne privée (Dead Connection) : Det. Louis Donato
- 1994 : Street Fighter - L'ultime combat (Street Fighter) de Steven E. de Souza : Ken Masters
- 1996 : On Seventh Avenue de Jeff Bleckner (téléfilm) : Anthony Occipente
- 1997 : Midnight Blue : Martin
- 1997 : Argent comptant (Money Talks) : Carmine
- 1998 : Exposé : Jason Drake
- 1998 : Kill You Twice
- 1998 : Le Diable des glaces (Sometimes They Come Back... for More) : Dr Carl Schilling
- 1999 : Complot meurtrier (Cypress Edge) : Beau McCammon
- 1999 : Facade : Raul Belliard
- 1999 : Tueur en cavale (en) (Hitman's Run) : Paolo Catania
- 2000 : The Lonely Life of Downey Hall : Downey Hall
- 2001 : U.S. Seals 2 (en) (U.S. Seals II) : Ratliff
- 2002 : Are You a Serial Killer : James
- 2002 : Bad Karma (en) : M.. Miller
- 2002 : The Calling : Leroy Jenkins
- 2003 : Trahisons (Betrayal) : Tony
- 2004 : Shade of Pale : Thomas
- 2004 : El padrino (en) : Kilo
- 2006 : I.R.A.: King of Nothing : Bobby O'Brien
- 2007 : Mexican American : Tony
- 2007 : Fuego (en) : Fuego
- 2008 : El padrino 2 : Kilo
- 2008 : Chicano Blood : Gabriel Bentez
- 2008 : Mexican Gangster : Johnny Sun
- 2009 : Polanski (en) : Roman Polanski
- 2009 : Bad Cop : Angel Almaraz
- 2009 : Death of Evil : David
- 2020 : Rifkin's Festival de Woody Allen : un producteur

### Comme réalisateur
- 1998 : Kill You Twice
- 2000 : The Lonely Life of Downey Hall
- 2002 : The Calling
- 2004 : Shade of Pale
- 2004 : El padrino
- 2006 : I.R.A.: King of Nothing
- 2007 : Mexican American
- 2007 : Fuego (en)
- 2008 : El padrino 2
- 2008 : Chicano Blood
- 2009 : Polanski (en)
- 2009 : Bad Cop
- 2009 : Death of Evil